# Giro del Veneto 1963
Il Giro del Veneto 1963, trentaseiesima edizione della corsa, si svolse il 15 settembre 1963 su un percorso di 262 km. La vittoria fu appannaggio dell'italiano Italo Zilioli, che completò il percorso in 7h16'26", precedendo i connazionali Guido De Rosso e Franco Balmamion.
I corridori che tagliarono il traguardo di Padova furono almeno 27.

## Ordine d'arrivo (Top 10)
| Pos. | Corridore           | Squadra              | Tempo    |
| ---- | ------------------- | -------------------- | -------- |
| 1    | Italo Zilioli       | Carpano              | 7h16'26" |
| 2    | Guido De Rosso      | Molteni              | a 2'11"  |
| 3    | Franco Balmamion    | Carpano              | s.t.     |
| 4    | Roberto Poggiali    | Ignis                | s.t.     |
| 5    | Angelo Conterno     | Carpano              | s.t.     |
| 6    | Diego Ronchini      | Salvarani            | s.t.     |
| 7    | Graziano Battistini | I.B.A.C.             | s.t.     |
| 8    | Imerio Massignan    | Legnano              | s.t.     |
| 9    | Enzo Moser          | San Pellegrino Sport | s.t.     |
| 10   | Bruno Mealli        | Cynar                | a 4'45"  |